# Нижнетаканышское сельское поселение
Нижнетаканышское се́льское поселе́ние — муниципальное образование в Мамадышском районе Татарстана Российской Федерации.
Административный центр — село Нижний Таканыш.

## История
Статус и границы сельского поселения установлены Законом Республики Татарстан от 31 января 2005 года № 35-ЗРТ «Об установлении границ территорий и статусе муниципального образования "Мамадышский муниципальный район" и муниципальных образований в его составе».

## Население
| 2010  | 2011  | 2012  | 2013  | 2014  | 2015  | 2016  |
| ----- | ----- | ----- | ----- | ----- | ----- | ----- |
| 1652  | ↘1643 | ↘1610 | ↘1604 | ↘1555 | ↘1524 | ↘1502 |
| 2017  | 2018  |       |       |       |       |       |
| ↘1470 | ↘1438 |       |       |       |       |       |

## Состав сельского поселения
| № | Населённый пункт | Тип населённого пункта       | Население |
| - | ---------------- | ---------------------------- | --------- |
| 1 | Верхний Таканыш  | деревня                      |           |
| 2 | Нижний Таканыш   | село, административный центр |           |
| 3 | Нижняя Уча       | деревня                      |           |
| 4 | Новая Уча        | деревня                      |           |
| 5 | Средний Таканыш  | деревня                      |           |